# Sigismund Freyer
Sigismund Freyer  (* 22. Januar 1881 in Neisse, Provinz Schlesien, seit 1945 Polen; † 14. Februar 1944 in Wiesbaden) war ein deutscher Springreiter.
Freyer nahm bei den Olympischen Sommerspielen 1912 in Stockholm im Springreiten teil. Im Einzel wurde er mit seinem Pferd Ultimus Fünfter und im Mannschaftswettbewerb gewann er zusammen mit Friedrich Karl von Preußen, Ernst Deloch und Wilhelm von Hohenau die Bronzemedaille.
Freyer war Offizier der königlichen preußischen Armee und später Polizist.